# Long Xiaoqing
Long Xiaoqing, född 27 februari 1997, är en kinesisk bågskytt. Hon deltog vid olympiska sommarspelen 2020.